# Albert Rosellini
Albert Dean Rosellini, född 21 januari 1910 i Tacoma, Washington, död 10 oktober 2011 i Seattle, Washington, var en amerikansk demokratisk politiker. Han var Washingtons guvernör 1957–1965.
Rosellini avlade 1932 kandidatexamen i statsvetenskap och 1933 juristexamen vid University of Washington. Han var biträdande justitieminister i delstaten Washington 1941–1943.
Rosellini efterträdde 1957 Arthur B. Langlie som Washingtons guvernör och efterträddes 1965 av Daniel J. Evans.